# Centrobasket 1967
El Centrobasket 1967, también conocido como el II Campeonato de baloncesto de Centroamérica y el Caribe, fue la 2.ª edición del campeonato regional de Centroamérica y el Caribe de la FIBA Américas. Se celebró en la San Salvador, El Salvador del 26 de noviembre al 3 de diciembre de 1967.
Panamá ganó el torneo al finalizar invicto en el todos contra todos con el récord de 6-0. Cuba y Islas Vírgenes Estadounidenses ganaron la medalla de plata y de bronce, respectivamente.

## Equipos participantes
- Cuba
- El Salvador (anfitrión)
- Guatemala
- Honduras
- Islas Vírgenes Estadounidenses
- México
- Panamá

## Todos contra todos

### Posiciones
| # | Equipo                         | PJ | G | P | PE  | PP  | Dif  |
| - | ------------------------------ | -- | - | - | --- | --- | ---- |
| 1 | Panamá                         | 6  | 6 | 0 | 472 | 314 | +158 |
| 2 | Cuba                           | 6  | 5 | 1 | 457 | 283 | +174 |
| 3 | Islas Vírgenes Estadounidenses | 6  | 4 | 2 | 442 | 345 | +97  |
| 4 | México                         | 6  | 3 | 3 | 381 | 339 | +42  |
| 5 | El Salvador                    | 6  | 2 | 4 | 278 | 448 | -170 |
| 6 | Guatemala                      | 6  | 1 | 5 | 329 | 456 | -127 |
| 7 | Honduras                       | 6  | 0 | 6 | 266 | 440 | -174 |

### Partidos
| 26 de noviembre de 1967        |          |                                |  |
| Cuba                           | 66 - 56  | Islas Vírgenes Estadounidenses |  |
| El Salvador                    | 61 - 47  | Guatemala                      |  |
| Panamá                         | 81 - 48  | Honduras                       |  |
| 27 de noviembre de 1967        |          |                                |  |
| Cuba                           | 66 - 54  | México                         |  |
| Islas Vírgenes Estadounidenses | 79 - 58  | Guatemala                      |  |
| El Salvador                    | 51 - 41  | Honduras                       |  |
| 28 de noviembre de 1967        |          |                                |  |
| Islas Vírgenes Estadounidenses | 81 - 44  | Honduras                       |  |
| México                         | 78 - 61  | Guatemala                      |  |
| Panamá                         | 98 - 35  | El Salvador                    |  |
| 29 de noviembre de 1967        |          |                                |  |
| Panamá                         | 76 - 61  | Islas Vírgenes Estadounidenses |  |
| México                         | 65 - 41  | Honduras                       |  |
| Cuba                           | 88 - 35  | Guatemala                      |  |
| 30 de noviembre de 1967        |          |                                |  |
| Cuba                           | 99 - 37  | Honduras                       |  |
| Panamá                         | 62 - 59  | México                         |  |
| Islas Vírgenes Estadounidenses | 101 - 44 | El Salvador                    |  |
| 2 de diciembre de 1967         |          |                                |  |
| México                         | 68 - 45  | El Salvador                    |  |
| Panamá                         | 59 - 46  | Cuba                           |  |
| Guatemala                      | 63 - 54  | Honduras                       |  |
| 3 de diciembre de 1967         |          |                                |  |
| Islas Vírgenes Estadounidenses | 64 - 57  | México                         |  |
| Cuba                           | 92 - 42  | El Salvador                    |  |
| Panamá                         | 96 - 65  | Guatemala                      |  |

| Campeón Panamá |
| Primer título  |